# 웰시 테리어

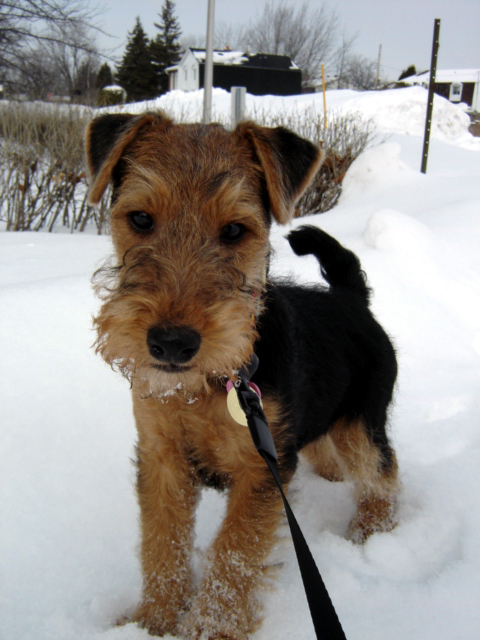
웰시 테리어

웰시 테리어(Welsh Terrier)는 영국 웨일스산의 테리어 개의 한 품종이다. 털은 흑색과 황갈색으로 뻣뻣하고 에어데일 테리어와 비슷하지만 소형이다.